# پاول روما
پاول روما (انگلیسی: Paul Roma؛ زادهٔ ۲۹ آوریل ۱۹۵۹) کشتی‌گیر کشتی حرفه‌ای، و بوکسور اهل ایالات متحده آمریکا است.